# 과천향교
과천향교(果川鄕校)는 대한민국 경기도 과천시 관악산 등산로 입구에 위치한, 조선 시대의 향교이다. 1983년 9월 19일 경기도 문화재자료 제9호로 지정되었다.
태조 7년(1398년)에 창건되어 숙종 16년(1690년)에 현재의 위치로 이전, 개축하였으며, 홍살문·외삼문·내삼문·대성전이 전학 후묘의 양식으로 배치되어 있다.

## 개요
향교는 공자와 여러 성현께 제사를 지내고 지방민의 교육과 교화를 위해 나라에서 세운 국립교육기관이다.
과천향교는 조선 태조 7년(1398)에 처음 지었고 숙종 16년(1690)에 과천 서이면에서 지금 있는 자리로 옮겨 지었다. 1944년에는 시흥향교, 안산향교, 과천향교를 통합하여 시흥향교로 불리다가 1996년에 과천향교로 복원되었다.
홍살문과 외삼문을 지나면 교육 공간인 명륜당이 있고，그 뒤에 있는 내삼문에 들어서면 제사 공간인 대성전이 있다. 단조로운 배치이지만 지형의 높낮이를 이용하여 건물의 위계를 강조하였다.
대성전은 공자를 비롯하여 중국과 한국의 성현의 위패를 모시고 있다. 앞면 3칸·옆면 2칸 규모이며, 지붕은 옆에서 볼 때 사람 인(人)자 모양인 맞배지붕이다. 지붕 처마를 받치기 위해 장식하여 만든 공포는 새 날개 모양으로 꾸민 익공 양식이다.
학생들의 모여 공부하는 강당인 명륜당은 앞면 3칸·옆면 2칸 규모이던 것을 양쪽으로 1칸씩 늘려 지었다.
조선시대에는 나라에서 토지와 노비·책 등을 지원받아 학생을 가르쳤으나, 지금은 교육 기능은 없어지고 제사 기능만 남아 있다.

## 연혁
- 1398년 : 창건
- 1407년 : 중건
- 1601년 : 중건
- 1639년 : 중건
- 1717년 : 문원공 김장생의 위패 봉안
- 1736년 : 문정공 송준길, 문정공 송시열의 위패 봉안
- 1764년 : 문순공 박세채의 위패 봉안
- 1797년 : 문정공 김인후의 위패 봉안
- 1883년 : 문열공 조헌, 문경공 김집의 위패 봉안

## 관람
향교 입구의 계단은 보통 3줄로 되어 있으며 경건한 마음으로 계단을 오르내리되, 계단을 오를 때는 오른쪽, 내려올 때는 왼쪽을 이용하는 것이 예의다. 중앙계단은 신(神)의 계단이므로 함부로 오르내리면 안 된다.

## 현지 안내문
향교는 조선시대 국가에서 설립한 지방 교육기관으로 중·고등학교 수준의 교육을 담당하였다. 양민 이상이면 향교에 입학할 수 있었고, 시나 문장을 짓는 사장학과 유교의 경전 및 역사를 공부하는 경학이 주요 교육내용이였다. 또한 향교에서는 교육뿐만 아니라 중국과 조선의 선현에게 제사를 하였다. 이 향교는 조선 태조 7년(1398년) 관악산 기슭에 세워졌으나, 자주 불이 나고 과거에 오르는 학생도 없는 등의 일이 터지자 터가 좋지 않다고 여겨 숙종 16년(1690년) 현재의 위치로 옮겼다. 1944년 시흥향교·과천향교·안산향교를 통합하여 시흥향교로 하였다가 1996년에 과천향교로 복원하였다. 현재의 건물은 숙종 16년에 이곳으로 옮기면서 세워졌다. 홍살문을 지나 외삼문에 들어서면 동·서재와 동·서무가 없고 명륜당, 내삼문, 대성전이 대부분 향교와 마찬가지 양식으로 배치되어 있다. 건물의 배치는 단조로우나 지형에 따라 터를 크게 네 단으로 나누어 공간이 수직적으로 배치되어 있다. 1975년에 완전 해체하여 복원한 것이다.

## 참고 문헌
- 과천 향교 - 과천시 문화관광
- 과천향교 - 국가유산청 국가유산포털
- 이 문서에는 다음커뮤니케이션(현 카카오)에서 GFDL 또는 CC-SA 라이선스로 배포한 글로벌 세계대백과사전의 내용을 기초로 작성된 글이 포함되어 있습니다.